# Macromia urania
Macromia urania é uma espécie de libelinha da família Corduliidae.
Pode ser encontrada nos seguintes países: China, Hong Kong, Japão, Taiwan e Vietname.
Os seus habitats naturais são: rios.
Está ameaçada por perda de habitat.